# Barra longa soldada
A Barra longa soldada, abreviadamente designada por BLS, é um carril soldado, com um comprimento indefinido, em que exista uma zona central, de extensão variável com o tipo de fixação às travessas, em que as tensões internas atingem o seu valor máximo e os movimentos estão impedidos.